# Dzika Przełęcz
Dzika Przełęcz (słow. Predné Divé sedlo, Severné Divé sedlo, węg. Marmotacsorba) – wąska przełęcz w głównej grani Tatr, oddzielająca Dziką Turnię (Divá veža, 2373 m n.p.m.) od Świstowego Szczytu (Svišťový štít, 2383 m). W grani wznoszącej się w kierunku Dzikiej Turni znajduje się szereg mniej wybitnych formacji. Są to (w kolejności od Dzikiej Przełęczy):
- Czerwony Mnich (Predná Divá ihla),
- Dzika Ławka (Divý zárez),
- Czarny Mnich (Zadná Divá ihla),
- Pośrednia Dzika Przełęcz (Prostredné Divé sedlo),
- Dzika Czuba (Divý hrb),
- Wyżnia Dzika Przełęcz (Zadné Divé sedlo).

Po zachodniej stronie przełęczy znajduje się Dolina Świstowa (Svišťová dolina), a po wschodniej – Dzika Kotlina (Divá kotlina), jeden z górnych kotłów Doliny Staroleśnej (Veľká Studená dolina).
Na przełęcz nie prowadzi żaden szlak turystyczny. Droga nieznakowana (taternicka) z Doliny Świstowej jest dość trudna, dlatego przełęcz ta nie jest używana jako przejście z jednej strony Tatr na przeciwną.
Pierwsze znane wejścia:
- latem – István Laufer, 20 sierpnia 1908 r.,
- zimą – Birke, Kliefoth, Krause, Schückert i J. Bräth, 9 marca 1933 r.